# Böhmischer Enzian
Der Böhmische Enzian oder Böhmische Kranzenzian (Gentianella praecox) ist eine Pflanzenart, die zur Gattung der Kranzenziane (Gentianella) in der Familie der Enziangewächse (Gentianaceae) gehört. Er ist in seiner Verbreitung auf das Gebiet der Böhmischen Masse beschränkt.

## Beschreibung

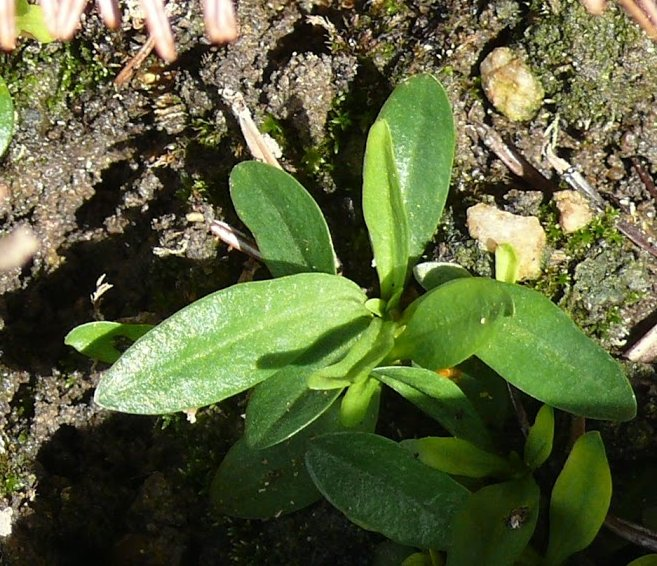
Blattrosette im ersten Jahr

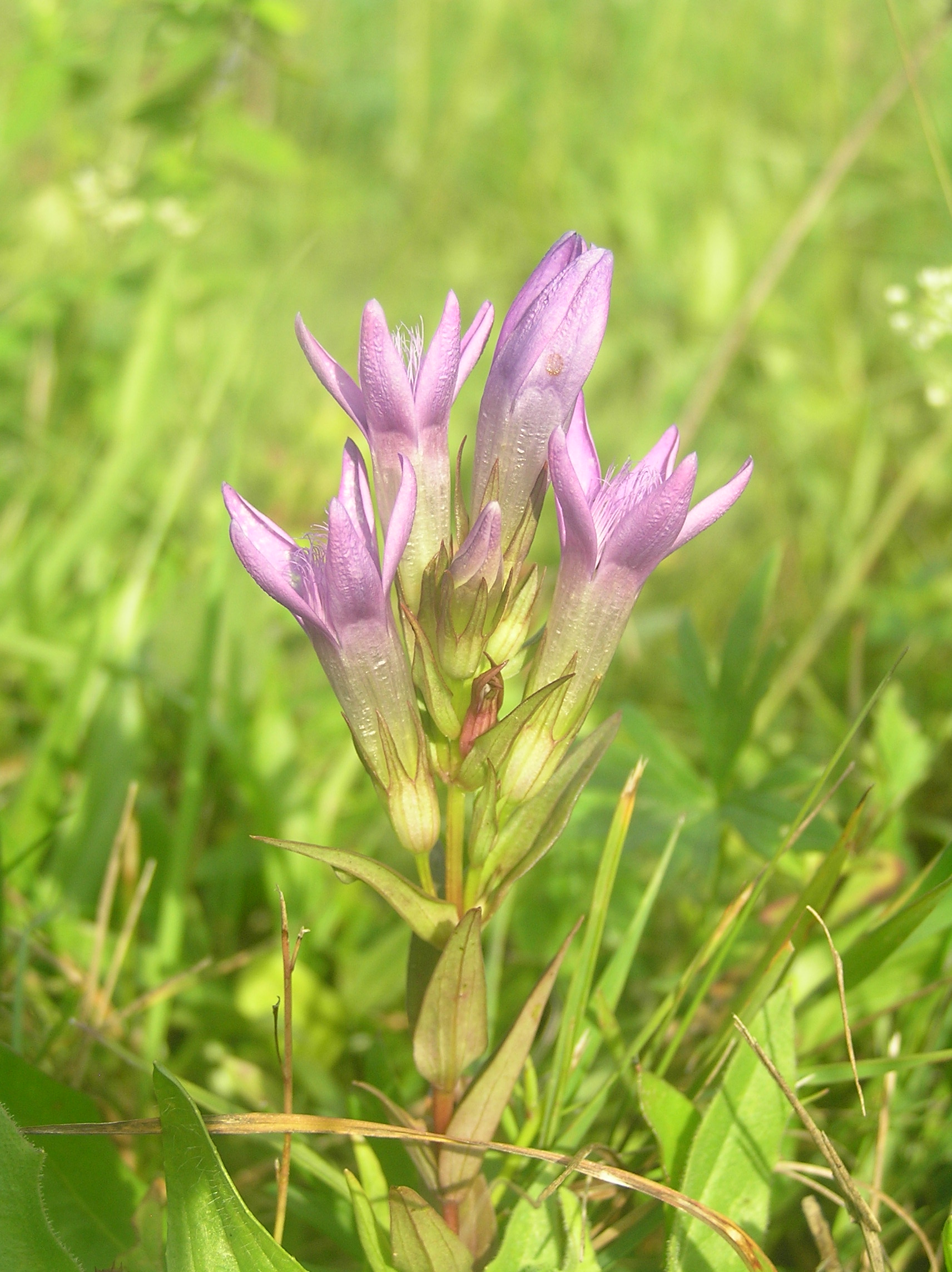
Blütenstand von der Seite, Details von Kelch und Krone sind gut erkennbar

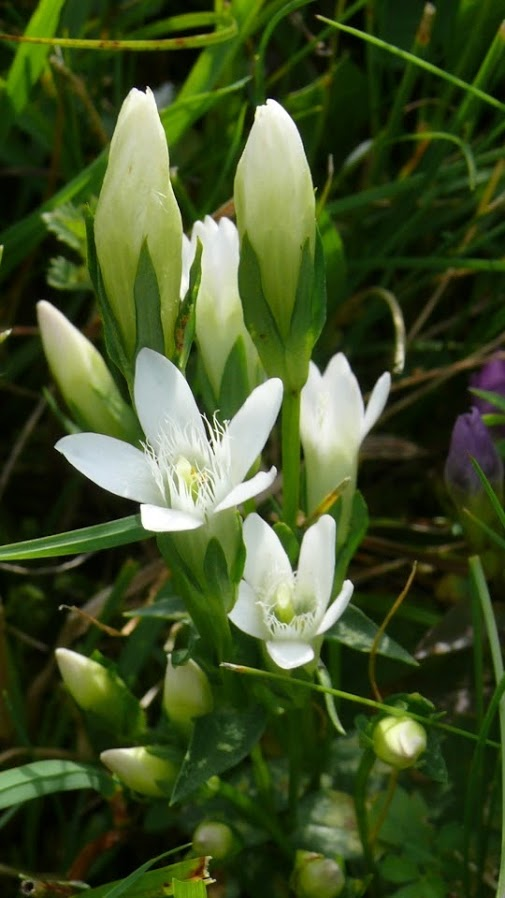
Albinotisches Exemplar des Böhmischen Enzians im österreichischen Böhmerwald/Mühlviertel

### Vegetative Merkmale
Der Böhmische Enzian wächst als zweijährige krautige Pflanze. In der ersten Vegetationsperiode wird eine relativ unscheinbare Blattrosette ausgebildet. Im zweiten Sommer bilden sich die verzweigten, rötlich überlaufenen Stängel, die Wuchshöhen von 5 bis 30, manchmal bis 45 Zentimetern erreichen. Die Blattspreiten sind einfach.

### Generative Merkmale
Die unteren Verzweigungen sind relativ lang und dadurch entsteht ein doldentraubiger Blütenstand. In gemähten oder beweideten Rasen sind sie gedrungen und blütenreich, in filzigen Grünlandbrachen dagegen meist langstielig und blütenarm.
Die zwittrigen Blüten sind radiärsymmetrisch und fünfzählig sowie 20 bis 45 Millimeter lang. Die fünf oft karminrot überlaufenen Kelchblätter sind am Grund zu einer ungeflügelten Kelchröhre verwachsen. Die Kelchröhre ist deutlich kürzer als die fünf fast gleichen, linealischen bis schmal dreieckigen Kelchzipfel, die einen papillösen Rand besitzen, der stark zurückgerollt ist; die Kelchbuchten können in einer Populationen, manchmal sogar an einem Pflanzenexemplar von gerundet bis spitz variieren. Die fünf meist lilafarbenen, 15 bis 40 Millimeter langen Kronblätter sind am Grund verwachsen, nach oben hin erweitert und im Schlund bärtig.
Die gestielte Kapselfrucht ist 2 bis 6 Millimeter lang.
Die Blütezeit reicht von Juni bis Oktober. Wie bei anderen Kranzenzianen gibt es auch hier sommerblühende (aestivale) und herbstblühende (autumnale) Populationen, denen kein taxonomischer Wert mehr zuerkannt wird.
Die Chromosomenzahl beträgt 2n = 36.

### Unterscheidung zu ähnlichen Arten
Der Böhmische Enzian steht mit seinen Merkmalen zwischen dem Deutschen Fransenenzian (Gentianella germanica) und dem Österreichischen Kranzenzian (Gentianella austriaca). Vladimír Skalický beschrieb sie 1969 als endemische Art der Böhmischen Masse. Die Blütenstängel verzweigen sich bei ihr bereits im unteren Teil. Charakteristisch für den Böhmischen Enzian sind der oft karminrot überlaufene Kelch, die am Rande papillösen und stark zurückgerollten Kelchzipfel, die deutlich ausgebildeten und ganzrandigen Flügel der Kelchröhre sowie die mehr oder weniger U- oder V-förmig abgerundeten Kelchbuchten.

## Vorkommen und Schutz
Das Verbreitungsgebiet des Böhmischen Enzians erstreckt sich über Tschechien, Bayern und Österreich mit dem Böhmerwald als Zentrum. In Österreich kommt der Böhmische Enzian im oberösterreichischen Mühlviertel und im niederösterreichischen Waldviertel vor. Der Böhmische Enzian ist sehr selten. Es existieren nur mehr wenige Fundorte und somit ist er im gesamten Verbreitungsgebiet vom Aussterben bedroht.
Das Lebensraumspektrum des Böhmischen Enzians ist breit. Neben Borstgrasrasen gibt es auch Vorkommen auf mesotrophen und teilweise feuchten Wiesen sowie auf trockenerem und basenreicherem Grasland. Fast immer kommt er an Hängen oberhalb von Geländemulden, Talkesseln oder Bachtälern vor. Er ist eine Charakterart des Polygalacto-Nardetum aus dem Verband Violion caninae.
In Bayern erst 1988 wiederentdeckt, wurden in den Jahren 1989 und 1990 die durchweg grenznahen, in Höhenlagen zwischen 700 und 890 Metern gelegenen Restvorkommen im Bayerischen Wald genau kartiert. Die Zahl der Fundorte sank seitdem von sieben im Jahr 1990 auf drei im Jahr 2010. Die meisten rezenten Vorkommen des Böhmischen Enzians gibt es in Tschechien.
Aufgrund des fragmentierten Verbreitungsgebietes wird diese Art von der IUCN als „Vulnerable“ = „verletzlich“ gelistet.
Der Böhmische Enzian gehört zu den prioritären Arten von gemeinschaftlichem Interesse der Fauna-Flora-Habitat-Richtlinie, für deren Erhaltung besondere Schutzgebiete ausgewiesen werden müssen und die besonders streng zu schützen sind. Die EU-Mitgliedsstaaten müssen den Fortbestand oder gegebenenfalls die Wiederherstellung eines günstigen Erhaltungszustands der Habitate der Art in ihrem natürlichen Verbreitungsgebiet gewährleisten (Artikel 3 Absatz 1 der FFH-Richtlinie). Im Bericht zum Böhmischen Enzian im Jahr 2007 wurde der Erhaltungszustand in Deutschland und Tschechien mit „schlecht“ bewertet, Österreich gab keine Bewertung ab. Im Bericht 2013 stufte auch Österreich den Erhaltungszustand des Böhmischen Enzians als schlecht ein und musste zudem einen sich weiter verschlechternden Trend festhalten.
Noch in den 1950er Jahren war der Böhmische Enzian weit verbreitet in Oberösterreich. Er kam auf Flächen vor die damals per Hand mit der Sense einmal oder zweimal gemäht oder extensiv beweidet wurden gut zurecht. Durch massive Änderung der Bewirtschaftungsintensität auf den meisten früheren Vorkommensflächen durch mehrmalige Mahd, Einsatz von Mineraldünger, Umstellung auf Silage- und Güllewirtschaft, ferner Aufgabe der Nutzung und Aufforstung von Grenzertragsflächen brachen die Bestände ein. In Österreich blühten 2020 nur noch 2.601 Enziane, Tiefststand war 2016 mit 338 blühenden Ex. In Bayern blühten 2020 nur 119 Enziane, Tiefststand war 2016 mit nur noch 53 blühenden Ex. In Tschechien blühten 2020 nur 17.557 Enziane, Tiefststand war 2015 mit nur noch 3.074 blühenden. Im Waldviertel gibt es noch wenige Standorte einer Sippe die im Juni blüht, während auf allen anderen Standorten der Art die Pflanzen im Spätsommer bis Herbst blühen. Aktuell setzt die Klimaänderung dem Böhmischen Enzian durch Dürreperioden und langanhaltende Temperaturen über 30 Grad massiv zu. Viele ehemalige Vorkommen werden nicht mehr beweidet, sondern als Mähwiesen genutzt. Daher fehlen Bodenstörungen durch Viehtritt, welche der Enzian als Keim- und Wuchsbedingungen braucht. Heute erfolgt eine händischen Anlage von 20 × 30 cm großen Offenstellen in den Wiesen mit Hacken durch Naturschützer. Diese Bodenverwundungen werden zudem teils mit Kalk, Steinmehl, Hornspänen und Pferdemist behandelt, um sehr magere bzw. sehr saure Standorte zu verbessern. Auf Mähflächen werden die Samenstände wenige Tage vor der Mahd geerntet, getrocknet und nach der Mahd wieder ausgebracht. Mitte der 2000er Jahre begannen Naturschützer mit der Anlage von Erhaltungskulturen in Töpfen. So wurden in Haslach von 2009 bis 2020 jährlich zwischen 38.000 und 163.000 Samen gewonnen, um sie dann für die Aussaat an ehemaligen und neuen Standorten auf Wiesen in höheren Lagen des Mühlviertels zu nutzen. In Oberösterreich waren alte Namen auch Böhmischer Fransenenzian und Böhmischer Kranzenzian.

## Taxonomie
Die Erstbeschreibung erfolgte 1888 unter dem Basionym Gentiana praecox durch Anton Joseph Kerner und Josef Kerner. Im Jahr 1968 stellte Ernest Mayer den Böhmischen Enzian als Gentianella praecox (A.Kern. & Jos.Kern.) E.Mayer in Bioloski Vestnik. Band 16, 1968, S. 26 in die Gattung Gentianella. Dieser ältere Name, der der aestivalen Rasse zuzuordnen ist, hat Priorität gegenüber dem für viele gewohnten Namen Gentianella bohemica Skalický, der 1969 durch Vladimír Skalický geschaffen wurde und zur autumnalen Rasse gehört, der kein taxonomischer Wert mehr zugesprochen wird. Weitere Synonyme für Gentianella praecox (A.Kern. & Jos.Kern.) E.Mayer sind Gentianella gabretae Skalický (gleichzeitig mit Gentianella bohemica als aestivale Rasse beschrieben) und Gentianella praecox subsp. bohemica (Skalický) Holub.